# Nomos Etolia i Akarnania

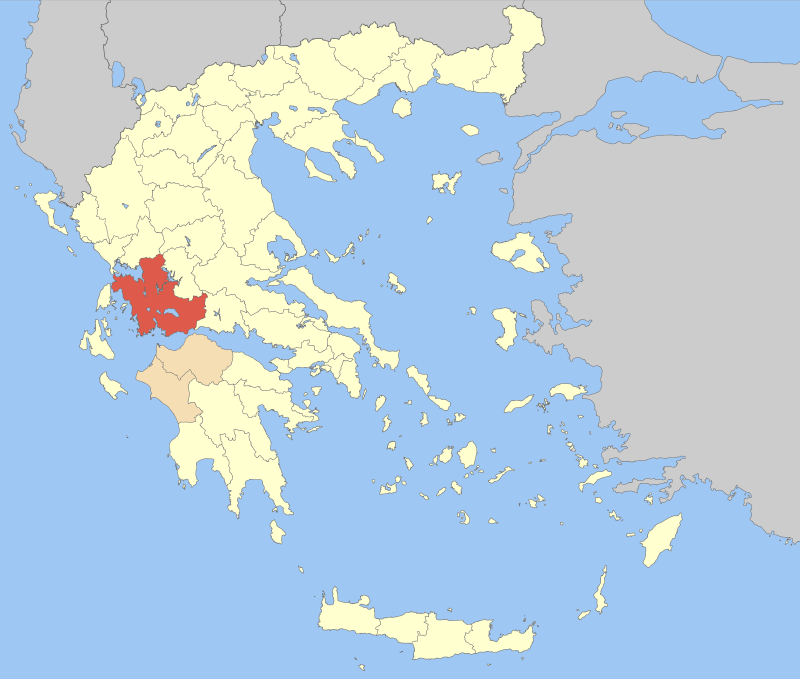
Nomos Etolia i Akarnania

Nomos Etolia i Akarnania
Podział na demosy (do 2010)

Etolia i Akarnania (nowogr.: Αιτωλοακαρνανία, Etoloakarnania) - istniejący do 2010 roku nomos (prefektura) w zachodniej Grecji, ze stolicą w Missolungi. Powierzchnia nomosu wynosiła 5 461 km², co czyniło go największym nomosem w Grecji.
Granice nomosu stanowiły: 
- od północnego zachodu Zatoką Ambrakijską,
- od zachodu Morzem Jońskim,
- od południa Zatoką Patraską.
- od wschodu granice z nomosami Fokida i Eurytania (obydwa w regionie Grecja Środkowa),
- od północy Arta w Epirze i Karditsa w Tesalii.

W 2005 roku nomos zamieszkiwało 223 188 osób. 
Z początkiem 2011 roku w wyniku reformy podziału administracyjnego Grecji administrację nomosu rozwiązano, zaś w jego miejsce powołano jednostkę regionalną Etolia-Akarnania.